# 小室栄一
小室 栄一（こむろ えいいち、1912年4月12日 - 没年不詳）は、日本の歴史学者。

## 略歴
東京生まれ。1934年に成城高等学校文科甲類を卒業し、東京帝国大学文学部言語学科に入学。その後、西洋史学科に転科し、大類伸に学び、卒業論文「中世英國城廓形式の研究」をまとめ、1937年に卒業。同年、同大学大学院に入学し、1941年修了。この間、1939年に日本大学予科講師となり、1942年4月に日本女子大学教授、1949年4月に東洋大学文学部史学科助教授、1951年同大学教授。1954年4月に明治大学文学部歴史地理学科教授となり、1983年に定年退職。
専門は西洋史であるが、1958年から関東地方の中世城郭の調査研究を行った。